# Mecaphesa anguliventris
Mecaphesa anguliventris là một loài nhện trong họ Thomisidae.
Loài này thuộc chi Mecaphesa. Mecaphesa anguliventris được Eugène Simon miêu tả năm 1900.